# Franklin Delano Roosevelt III
Franklin Delano "Frank" Roosevelt III, född 19 juli 1938 i Philadelphia i Pennsylvania, är en amerikansk nationalekonom och professor. Han är sonson till Franklin D. och Eleanor Roosevelt.
Roosevelt anställdes 1977 av Sarah Lawrence College och var en av författarna till handboken i nationalekonomi Understanding Capitalism: Competition, Command, and Change. Han gick i pension i juni 2011. Han var en av initiativtagarna till Eleanor Roosevelt Monument som hedrar farmodern i Riverside Park i New York och närvarade vid avtäckningsceremonin den 5 oktober 1996.